# Straniero (Stranger)
Straniero (Stranger) è un personaggio dei fumetti, creato da Stan Lee (testi) e Jack Kirby (disegni) nel 1965, pubblicato dalla Marvel Comics. Alieno misterioso e potentissimo, la sua prima apparizione è in X-Men (vol. 1) n. 11 (maggio 1965).

## Biografia del personaggio
Personaggio molto enigmatico, lo Straniero è un alieno molto somigliante nella fisionomia a un uomo anziano. Il suo vero nome è ignoto, ed è stato egli stesso ad autodefinirsi "Straniero".
Giunge sulla Terra per la prima volta spinto probabilmente dalla curiosità. Qui viene intercettato da Magneto che, visti i suoi incredibili poteri, gli chiede di entrare nella Confraternita dei mutanti malvagi, credendolo un mutante. Contemporaneamente accorre sul posto (New York) anche il Professor X che lo aveva notato tramite Cerebro. Nasce un piccolo scontro tra gli X-Men e la Confraternita al quale partecipa brevemente anche lo Straniero dando dimostrazione dei suoi incredibili poteri. Subito dopo però decide di portare Magneto e Toad sul suo pianeta per studiare i loro organismi mutanti.
Dopo che i due mutanti riescono a scappare lo Straniero decide che la razza umana è potenzialmente pericolosa per l'universo, perciò pensa di distruggere la Terra. Viene però fermato dall'intervento di Hulk e Silver Surfer.
Dopo questo avvenimento i suoi propositi verso il pianeta cambiano e, anzi, successivamente aiuterà anche diversi supereroi terrestri nelle loro avventure, come i Fantastici Quattro o i Campioni.
Nella saga dell'Innominato (essere ultrapotente creato millenni prima da una razza che si è sacrificata inglobando i milioni di cervelli della propria popolazione, posto poi in incubazione nello spazio) sui Fantastici Quattro si scopre finalmente che era stato creato per sconfiggere l'innominato dalla razza con la quale era in guerra, creato stavolta dai miliardi di cervelli di questi ultimi, riducendo lo stesso Innominato a dimensioni infinitesimali su una particella di polvere.
Di lui da allora si sa pochissimo, tranne che possiede una specie di zoo dove conserva le specie aliene che considera più interessanti.
Nella saga del Guanto dell'Infinito si unisce alla squadra di Eternità nel tentativo di fermare Thanos, il titano pazzo, asceso alla divinità dopo aver sottratto agli antichi dell'universo le Gemme dell'Infinito. Viene sconfitto ed imprigionato insieme ad Eternità, Lady Morte, Maestro Ordine e Lord Caos, Lady Amore e Sir Odio, Kronos, Eon e due Celestiali venendo liberato solo a fine saga da Adam Warlock entrato in possesso del Guanto dell'Infinito.

## Poteri e abilità
Lo Straniero sembra possedere poteri quasi divini. Nonostante le sue abilità non siano state probabilmente mostrate appieno, da quel poco che si è visto, queste devono essere praticamente illimitate. Egli innanzitutto è capace di utilizzare l'energia cosmica per difendersi o attaccare in una miriade di modi differenti (ad esempio tramuta Mastermind in una statua di pietra). Poi riesce a passare attraverso qualsiasi tipo di oggetto solido o liquido. Inoltre può volare, anche nello spazio aperto, senza alcuna protezione e apparentemente anche ad altissime velocità. Infine riesce a regolare la propria stazza a piacimento, riuscendo anche a diventare gigantesco.
Il Tribunale Vivente ha affermato che nello spazio vuoto che possiede sulla nuca avrebbe dovuto esserci proprio il volto dello Straniero.